# Majin and the Forsaken Kingdom
Majin and the Forsaken Kingdom est un jeu vidéo d'action-aventure, comprenant des éléments de stratégie et de puzzle, développé par Game Republic et édité Namco Bandai Games. Le titre est disponible sur Xbox 360 et PlayStation 3 depuis fin 2010.

## Scénario
Il y a bien longtemps, un jeune guerrier épaulé par une bête divine parvint à réunir les peuples sous une seule bannière. Pendant des siècles, le royaume a prospéré sous la régence de rois sages et braves. Une fantastique technologie assurait au peuple une vie confortable.
Tout le monde pensait que cette prospérité durerait pour toujours jusqu'à cette nuit fatidique. Une chape de ténèbres recouvrit le ciel, balayant le royaume dans l'oubli et plongeant les terres dans les ombres. Ceux qui osèrent aller à l'encontre des ombres ne revinrent jamais.
Cent plus tard, tandis que les ténèbres s'étendaient, ceux qui s'enfuirent dans de lointaines villes et villages vivaient dans la peur. Étouffés par la misère, ils se déchiraient les uns les autres pour le contrôle des rares terres restantes. Ce qui restait de l'armée royale fit de nombreuses tentatives pour restaurer l'ordre mais contre les innombrables guerriers immortels des ténèbres, ils n'avaient aucune chance.
C'est à ce moment-là qu'un jeune voleur, qui vivait dans la forêt à l'écart des êtres humains, s'infiltra profondément dans le château royal au cœur du royaume, cherchant la puissance du gardien légendaire, le « Majin ».
C'est ainsi que Tepeu, guidé par les animaux de la forêt avec qui il est capable de converser, délivra le golem Teotl jusque-là tenu prisonnier par les ombres. Le majin s'éveille affamé, son pouvoir volé par les ténèbres. S'ils veulent lever la malédiction que pèse sur le royaume et secourir la princesse Toci, nos deux héros devrons s'entraider et restaurer les pouvoirs perdus de Teotl disséminés dans tout le pays.

## Système de jeu
Le but du joueur est de restaurer les pouvoirs du Majin et de tuer les 4 généraux des ombres afin d'ouvrir la voie vers la source du mal.
Il s'agit d'un action RPG comparable à la première génération de metroid mais en 3D. Le joueur et sa créature progressent de niveau en tuant des monstres et en trouvant des coffres (pour Tepeu) et des fruits (pour le Majin) dissimulés dans l'ensemble de la carte. Au hasard de ses découvertes, Tepeu pourra également tomber sur de l'équipement (gants/casque/armure tous visibles sur l'avatar) qui lui amèneront différents bonus.
Le monde se décompose en différents tableaux qui représentent autant de mini puzzles. Les tableaux sont reliés les uns aux autres et le joueur est libre de se rendre où il le désire pour peu qu'il possède les capacités ou les clefs nécessaires pour progresser. Le joueur est amené à coopérer avec le Majin pour venir à bout des énigmes car leurs capacités sont complémentaires.
Le majin peut soigner Tepeu à volonté, ouvrir les lourdes portes, permettre au joueur de sauter sur son dos pour attendre des plateformes trop hautes ou encore combattre les ennemis. En outre, il est capable de faire appel à des pouvoirs spéciaux qui devront être débloqués au cours du jeu et dont l'utilisation s'avère indispensable pour résoudre certains tableaux. La créature est gérée par l'IA et suit des instructions simples : attaquer, suivre, attendre, interagir (action contextuelle)... Il est possible de soigner le Majin à l'aide de fleurs qui se trouvent un peu partout. Le joueur peut en stocker au maximum 5 sur lui. Si le majin meurt, c'est un game over.
Le joueur, armé du clou qui servait à entraver le Majin et qui est maintenant imprégné de son pouvoir, devra s'infiltrer dans les passages trop étroits ou trop hauts et faire en sorte d'ouvrir la voix à son compagnon plus imposant. Seul, Tepeu sera amené à jouer sur la discrétion car il n'est pas facile pour lui de se défaire des ennemis lors de combats frontaux sans l'aide du Majin. De plus, loin de la créature, il lui est impossible de se régénérer. Si Tepeu meurt, le majin viendra le ranimer à condition que ce dernier ne se trouve pas dans l'incapacité de le rejoindre.
Les combats en lieu en temps réel. Si le joueur parvient à surprendre un ennemi, il lui est possible de l’exécuter d'un seul coup. S'il est repéré, il peut compter sur l'appui du Majin et de sa force de frappe. Le rôle de Tepeu consistera alors principalement à achever les ennemis au sol lors d'attaques combinés dévastatrices. Ponctuellement, le Majin pourra également se faire déborder et demander de l'aide au joueur pour qu'il le soulage. En ce qui concerne les boss, ils nécessitent tous une tactique particulière à la manière d'un Zelda.
Le jeu est pourvu de 2 fins différentes, le joueur tombera sur l'une ou l'autre en fonction du nombre d'objets découverts. Il faut compter une vingtaine d'heures pour en venir à bout et peut être 25-30 heures pour le terminer à 100 %, avec tous les trophées.

## Personnages
- Tepeu : Héros de l'aventure. Il s'agit d'un jeu voleur abandonné lorsqu'il était bébé et ayant grandi au milieu des animaux. Contrairement à ces semblables, il est capable de parler avec les animaux et avec le Majin. Décidé à sauver sa contrée et guidé par ses amis à plumes et à fourrure, il entreprend de libérer le gardien légendaire au cœur du château royal. D'un caractère aventurier, il se lit d'amitié avec Teotl et c'est ce dernier qui lui donnera son nom en mémoire du fondateur du royaume de Q'umarkaj.
- Teotl : le légendaire gardien du royaume de Q'markaj. Le héros le retrouve profondément endormi et entravé dans une cellule poussiéreuse du château. À son réveil, il affirme que les ombres lui ont volé ses pouvoirs et que ces derniers ont été stockés dans des fruits cachés aux 4 coins du pays. Teotl est une sorte de golem mi animal mi végétal doué de pouvoirs fantastiques. Il contrôle par exemple la foudre ou le feu mais est également le seul capable de vaincre une ombre. Ses origines sont incertaines, la mémoire de Téotl est imprécise. Il semble avoir grandi dans la nature et ses premiers contacts avec les hommes furent dramatiques puisque ces derniers, incapables de le comprendre, le chassaient à coup de pierre. Malheureux et se sentant seul, il tombe sur le premier Tepeu qui contre toute attente est capable de converser avec lui. Ils se lient d'amitié et Teotl l'aidera à fonder le royaume de Q'markaj en fédérant sous la bannière de Tepeu les peuples qui se livraient jusqu'alors de sanglantes guerres. La puissance de Teotl est également la source d’énergie qui fait fonctionner les machines, permettant au peuple de vivre dans le confort. Les siècles passants, les rois se succèdent et le Majin reste attaché à la famille royale. Un jour, Teotl rencontra la princesse Toci également capable de lui parler et il devinrent immédiatement ami. Lorsque la jeune fille fut grande, les ténèbres attaquèrent le royaume. Toci tenta de sauver le royaume et Teotl combattit à ses côtés pour la protéger. Malheureusement, ils échouèrent et Teotl, dans un ultime effort, emprisonna la jeune femme dans un crystal pour la protéger des soldats des ombres. C'est ainsi qu'il fut emprisonné à son tour par les ombres et privés de ses pouvoirs car les ténèbres furent incapables de le tuer. Teotl est une créature simple et bienveillante.
- Toci : princesse du royaume de Q'umarkaj. Elle fut emprisonnée dans un crystal par le Majin à bout de force afin de la protéger alors qu'ils tentaient tous les deux de venir à bout des ténèbres il y a de cela 100 ans. Toki est une jeune femme brave et volontaire. C'est une farouche guerrière qui le pouvoir de parler avec le Majin tout comme son ancêtre. Teotl et Tepeu feront tout pour la délivrer.
- Ancien Tepeu : fondateur du royaume de Q'umarkaj. Capable de parler avec les animaux depuis sa naissance, il ressemble énormément au héros du jeu. C'est un homme plein de compassion et de sagesse qui offrira son amitié au Majin lorsque celui-ci était brimé et le nomma Teotl. Tepeu parvint, avec l'aide de Teotl, à unifier les peuples sous sa bannière et à établir un royaume prospère.
- Caprakan : général du royaume avalé par les ombres. Il est devenu un gigantesque quadrupède à l'aspect mécanique. Il est l'un des 4 généraux dont seul la mort pourra libérer la voie jusqu'à la source du mal. Caprakan se battait pour le royaume et son peuple, c'était un soldat dévoué.
- B'alam : premier ministre avalé par les ombres. Comme Caprakan, il est un des 4 généraux des ténèbres. Il est devenu une créature aveugle à l'aspect végétal. Ba'alam est un arriviste assoiffé de pouvoir et à la moralité douteuse.
- Tlaloc : Amiral du royaume avalé par les ombres. Il est le 3e général des ténèbres. Il a pris l'aspect d'une énorme baleine capable de nager dans le sable. Vieux marin amoureux de la mer, il regrettera ses fautes avant de mourir.
- Ixtab : Reine du royaume, mère de Toci. Elle est le 4e et dernier général des ténèbres. Elle a pris l'aspect d'une créature rappelant une araignée. Son corps, plus que les autres généraux, est recouvert d'ombres visqueuses dont elle se nourrit. Ixtab était une belle femme mais elle était aussi superficielle et obsédée par sa beauté. Complexée, elle se voyait comme un instrument, une poupée vide.
- Xolotl : Roi de Q'umarkaj. Les scientifiques du royaumes ont eu l'idée de faire interagir le Majin avec la matière noire produite par les machines en partant de l'hypothèse que ces 2 derniers devaient être liés puisque le Majin lui-même était la source d'énergie qui faisait tourner les machines. Il parvient à cristalliser la matière noire et en faire quelque chose générateur de vie. Ils l'offrirent alors au roi vieillissant et malade mais ce dernier avait le cœur faible et il fut corrompu. Il devint une créature noire, les ténèbres faisant ressentir ce qu'il y avait de pire en lui et il répandit les ombres sur le royaume. À la toute fin, il se repentira de ses erreurs et tentera de réparer ses fautes en bannissant les ténèbres au prix de sa vie. L'intervention du majin sera néanmoins nécessaire pour compléter le processus.